# Cercocebus chrysogaster
Cercocebus chrysogaster är en primat i familjen markattartade apor som förekommer i Kongo-Kinshasa. Den listades tidigare som underart till Cercocebus agilis och godkänns nu oftast som självständig art.

## Utseende
Denna primat liknar arten Cercocebus agilis i utseende. Den når en kroppslängd (huvud och bål) av 43 till 84 cm. Därtill kommer svansen som är längre än övriga kropp. Hanar är med en vikt av cirka 10 kg tyngre än honor som når ungefär 5,5 kg. Pälsen har på ryggen och sidorna en olivgrön till brungrön färg och buken är gyllen till orange. Ansiktet och händerna är nästan nakna och huden där har en mörkbrun färg. De övre ögonlocken saknar pigment och är därför vita. Cercocebus chrysogaster håller sin svans vanligen i en nedåtriktad båge med spetsen mot bakfötterna.

## Utbredning och habitat
Arten lever i Kongoflodens lågland och i kulliga områden där den når 500 meter över havet. Habitatet utgörs av regnskogar och galleriskogar. Cercocebus chrysogaster uppsöker även jordbruksmark och fruktträdodlingar.

## Ekologi
Individerna är aktiva på dagen och lever i flock. Flocken har vanligen 15 medlemmar och ibland bildar flera flockar en stor grupp med 100 eller några fler individer. Hanar skriker ofta högljudd som kan höras över långa distanser. Ibland skriker även honorna. Födan utgörs av blad, frön och andra växtdelar som kompletteras med smådjur.
Honor kan troligen para sig hela året och dräktigheten varar ungefär sex månader. Vid födelsen väger ungen cirka 0,75 kg och den har en blekare pälsfärg än de vuxna djuren. Honor blir könsmogna efter cirka 2,5 år men de får sin första unge vanligen när de är 5 år gamla. Mellan två födslar ligger cirka två år (20 månader i genomsnitt).

## Hot och status
Arten jagas av bönder som betraktar primaten som skadedjur. Beståndets storlek är inte känt och därför listas Cercocebus chrysogaster av IUCN med kunskapsbrist (DD).